# Steven Zuber
Steven Zuber (Winterthur, 17 augustus 1991) is een Zwitsers voetballer die doorgaans als linksbuiten speelt. Hij tekende in augustus 2014 een vierjarig contract bij TSG 1899 Hoffenheim, dat hem overnam van CSKA Moskou. Zuber debuteerde in 2017 in het Zwitsers voetbalelftal.

## Clubcarrière

### Grasshoppers
Zuber debuteerde op 12 juli 2008 in het betaald voetbal. Hij nam het die dag met Grasshopper Club Zürich op tegen KS Besa Kavajë in een duel in het kader van de Intertoto Cup. Hij scoorde in dat duel ook meteen zijn eerste treffer in het profvoetbal, mede waardoor Grasshoppers met 3-0 won. Hij debuteerde op 3 augustus 2008 ook in de Super League voor de club, tegen FC Vaduz. Hij kwam in zijn debuutseizoen zestien keer in actie, vooral als invaller.
Halverwege het seizoen 2009/10 werd hij basisspeler bij Grasshoppers. Op 10 maart 2010 scoorde hij tegen FC Aarau zijn eerste competitiedoelpunt voor Grasshoppers. Zijn derde seizoen betekende zijn definitieve seizoen. Dat begon met een hattrick in de eerste ronde van de Zwitserse beker tegen Béroche-Gorgier, terwijl hij in de competitie ook goed was voor vier goals. In alle competities was hij dat seizoen goed voor tien goals en zes assists.
Dat aantal goals haalde hij het seizoen erna ook, toen hij acht competitiegoals maakte, waaronder twee in wedstrijden tegen FC Luzern en FC Sion in april en mei 2012. In zijn laatste seizoen was hij goed voor zeven goals en tien assists, terwijl hij op 20 mei 2013 in de finale van de beker stond tegen FC Basel, dat na strafschoppen werd verslagen. In totaal speelde Zuber 146 wedstrijden voor Grasshoppers, waarin hij goed was voor 33 goals en 22 assists.

### CSKA Moskou
Op 5 juli 2013 tekende Zuber een vijfjarig contract bij Russische kampioen CSKA Moskou, dat 3,6 miljoen euro betaalde voor de Zwitser. Hij maakte acht dagen later in de Russische supercup tegen Zenit St.-Petersburg zijn debuut en won met 3-0. Hij maakte vier dagen later tegen FK Oeral zijn competitiedebuut. Op 20 april 2014 tegen FK Koeban Krasnodar zijn eerste en enige doelpunt voor CSKA. Hij speelde in totaal veertig wedstrijden voor CSKA, maar kwam daar niet uit de verf.

### 1899 Hoffenheim
Op 14 augustus 2014 vertrok Zuber naar TSG 1899 Hoffenheim, waar hij voor vier jaar tekende. Hoffenheim betaalde 3,9 miljoen euro voor Zuber. Op 17 augustus maakte hij in de bekerwedstrijd tegen USC Paloma Hamburg zijn debuut. Op 13 september maakte hij tegen VfL Wolfsburg ook zijn competitiedebuut. 
In de openingswedstrijd van zijn tweede seizoen in Duitsland tegen Bayer Leverkusen scoorde Zuber zijn eerste doelpunt voor de club. Toch kan hij dat seizoen geen basisplaats afdwingen. Nadat hij op 22 oktober 2016 na acht speelrondes zijn eerste wedstrijd van het seizoen speelde, scoorde hij opnieuw tegen Bayer Leverkusen, waardoor Hoffenheim met 0-3 won. Vanaf dat moment was Zuber basisspeler. Op 25 januari 2017 verlengde hij zijn contract tot de zomer van 2020. Hij speelde dat seizoen 26 wedstrijden, het meeste sinds zijn komst. Zuber werd vooral gebruikt als linkermiddenvelder in een 3-5-2 opstelling. Dat seizoen eindigde Hoffenheim als vierde, waardoor ze zich konden kwalificeren voor de Champions League. In de kwalificatiewedstrijden was Liverpool echter te sterk. Opnieuw was Zuber geen vaste basisspeler, ook niet in de eerste seizoenshelft van het seizoen 2018/19.

### VfB Stuttgart
Op 9 januari 2019 werd Zuber voor de rest van het seizoen verhuurd aan VfB Stuttgart, dat streed tegen degradatie. Op 19 januari maakte hij tegen 1. FSV Mainz 05 zijn debuut. Op 16 februari scoorde hij tegen RB Leipzig, waarna hij ook de volgende wedstrijden tegen Werder Bremen en Hannover 96 (tweemaal) trefzeker was. Op 16 maart hield hij zijn eigenlijke werkgever Hoffenheim op een gelijkspel door zelf de enige treffer van Stuttgart te maken. Via de play-offs verloor Stuttgart uiteindelijk over twee wedstrijden van 1. FC Union Berlin, waardoor het degradeerde. 
Zuber keerde zelf terug bij Hoffenheim, waar hij nog twee keer scoorde in veertien wedstrijden en eindigde op 115 wedstrijden, tien goals en negen assists.

### Eintracht Frankfurt
Op 4 augustus 2020 vertrok Zuber naar Eintracht Frankfurt, terwijl Mijat Gaćinović de tegenovergestelde richting bewandelde en richting Hoffenheim ging. Hij tekende een contract voor drie seizoenen bij Eintracht, waar hij op 12 september tegen TSV 1860 München voor de beker zijn debuut maakte. Zuber speelde twintig competitiewedstrijden, waarin hij goed was voor drie assists, maar vertrok desalniettemin in de zomer van 2021.

### AEK Athene
Op 30 augustus 2021 tekende hij voor één seizoen bij AEK Athene, dat hem huurde van Eintracht. In de deal zat een optie tot koop van 2 miljoen euro. Op 12 september maakte hij tegen Ionikos met een doelpunt zijn debuut voor AEK Athene, waarna hij al gauw een succes bleek. Hij stond na zeven wedstrijden op vijf goals en twee assists. Uiteindelijk zou Zuber dat seizoen goed zijn voor acht goals en vier assists in 39 wedstrijden, waarna AEK op 6 mei 2022 Zuber definitief overnam. De Zwitser tekende een contract voor drie seizoenen tot de zomer van 2025.
Dat seizoen won Zuber met AEK de dubbel: op 14 mei scoorde hij eenmaal en gaf hij één assist in de kampioenswedstrijd tegen Volos NFC, terwijl hij tien dagen later in de bekerfinale tegen PAOK Saloniki een assist gaf op de tweede en beslissende treffer. Hij was dat seizoen in alle competities goed voor acht goals en vijf assists. 
Het seizoen erop speelde AEK in de UEFA Europa League in een poule met Brighton & Hove Albion, Olympique Marseille en Ajax, waarin AEK vierde eindigde. Ook in de competitie kon het het succes van vorig seizoen niet vasthouden, het eindigde tweede in de competitie. Wel was Zuber heel consistent: opnieuw was hij goed voor acht goals en vier assists.

## Clubstatistieken
| Seizoen         | Club                | Competitie      | Competitie | Competitie | Beker | Beker | Internationaal | Internationaal | Totaal | Totaal |
| Seizoen         | Club                | Competitie      | Wed.       | Dlp.       | Wed.  | Dlp.  | Wed.           | Dlp.           | Wed.   | Dlp.   |
| --------------- | ------------------- | --------------- | ---------- | ---------- | ----- | ----- | -------------- | -------------- | ------ | ------ |
| 2008/09         | Grasshoppers        | Super League    | 10         | 0          | 1     | 0     | 5              | 1              | 16     | 1      |
| 2009/10         | Grasshoppers        | Super League    | 20         | 5          | –     | –     | –              | –              | 20     | 5      |
| 2010/11         | Grasshoppers        | Super League    | 34         | 4          | 3     | 6     | 2              | 0              | 39     | 10     |
| 2011/12         | Grasshoppers        | Super League    | 31         | 8          | 4     | 2     | –              | –              | 35     | 10     |
| 2012/13         | Grasshoppers        | Super League    | 32         | 6          | 4     | 1     | –              | –              | 36     | 7      |
| 2013/14         | CSKA Moskou         | Premjer-Liga    | 27         | 1          | 4     | 0     | 6              | 0              | 37     | 1      |
| 2014/15         | CSKA Moskou         | Premjer-Liga    | 2          | 0          | 1     | 0     | –              | –              | 3      | 0      |
| 2014/15         | 1899 Hoffenheim     | Bundesliga      | 17         | 0          | 4     | 0     | –              | –              | 21     | 0      |
| 2015/16         | 1899 Hoffenheim     | Bundesliga      | 12         | 2          | 0     | 0     | –              | –              | 12     | 2      |
| 2016/17         | 1899 Hoffenheim     | Bundesliga      | 24         | 4          | 2     | 0     | –              | –              | 26     | 2      |
| 2017/18         | 1899 Hoffenheim     | Bundesliga      | 20         | 1          | 1     | 0     | 6              | 0              | 27     | 1      |
| 2018/19         | 1899 Hoffenheim     | Bundesliga      | 9          | 0          | 1     | 0     | 3              | 1              | 13     | 1      |
| 2018/19         | → VfB Stuttgart     | Bundesliga      | 15         | 5          | 0     | 0     | –              | –              | 15     | 5      |
| 2019/20         | 1899 Hoffenheim     | Bundesliga      | 14         | 2          | 2     | 0     | –              | –              | 16     | 2      |
| 2020/21         | Eintracht Frankfurt | Bundesliga      | 20         | 0          | 0     | 0     | –              | –              | 20     | 2      |
| 2021/22         | Eintracht Frankfurt | Bundesliga      | 0          | 0          | 1     | 0     | –              | –              | 1      | 0      |
| 2021/22         | AEK Athene          | Super League    | 35         | 8          | 3     | 0     | –              | –              | 38     | 8      |
| 2022/23         | AEK Athene          | Super League    | 28         | 8          | 6     | 0     | –              | –              | 34     | 8      |
| 2023/24         | AEK Athene          | Super League    | 31         | 7          | 2     | 0     | 9              | 1              | 42     | 8      |
| Carrière totaal | Carrière totaal     | Carrière totaal | 410        | 37         | 40    | 3     | 42             | 3              | 492    | 43     |

Bijgewerkt tot en met 23 juni 2024.

## Interlandcarrière
Zuber kwam uit voor verschillende Zwitserse jeugdelftallen. Hij speelde onder meer achttienwedstrijden voor Zwitserland –21, waarin hij vijfmaal scoorde. Zuber nam met het Zwitsers olympisch voetbalelftal onder leiding van bondscoach Pierluigi Tami deel aan de Olympische Spelen van 2012 in Londen. Daar werd de ploeg in de voorronde uitgeschakeld na een gelijkspel tegen Gabon (1-1) en nederlagen tegen Zuid-Korea (1-2) en Mexico (0-1). Zuber maakte op 25 maart 2017 zijn debuut in het Zwitsers voetbalelftal, toen hij in een WK-kwalificatiewedstrijd tegen Letland (1-0) na 78 minuten inviel voor Xherdan Shaqiri. Zuber maakte eveneens deel uit van de Zwitserse ploeg, die deelnam aan de WK-eindronde 2018 in Rusland. Daar eindigde de selectie onder leiding van bondscoach Vladimir Petković als tweede in groep E, achter Brazilië (1–1) maar vóór Servië (2–1) en Costa Rica (2–2). In de achtste finales ging Zwitserland vervolgens op dinsdag 3 juli met 1–0 onderuit tegen Zweden door een treffer van Emil Forsberg, waarna de thuisreis geboekt kon worden. Zuber kwam in drie van de vier WK-duels in actie voor de nationale ploeg. Hij werd op 7 juni 2024 door bondscoach Murat Yakin opgenomen in de Zwitserse selectie voor het EK 2024 in Duitsland. Zwitserland overleefde ongeslagen een groep met Hongarije, Schotland en Duitsland en won in de achtste finales van Italië (2–0), voordat het in de kwartfinales op strafschoppen werd uitgeschakeld door Engeland. Zuber kwam op het toernooi enkel in actie als invaller tegen Italië en Engeland.

## Erelijst
| Competitie            |             |                  |             |             |
| Competitie            | Aantal      | Jaren            |             |             |
| Grasshopper           | Grasshopper | Grasshopper      | Grasshopper | Grasshopper |
| --------------------- | ----------- | ---------------- | ----------- | ----------- |
| Beker van Zwitserland | 1x          | 2012/13          |             |             |
| CSKA Moskou           |             |                  |             |             |
| Kampioen Premjer-Liga | 2x          | 2013/14, 2014/15 |             |             |
| Russische supercup    | 1x          | 2013             |             |             |
| AEK Athene            |             |                  |             |             |
| Kampioen Super League | 1x          | 2022/23          |             |             |
| Griekse voetbalbeker  | 1x          | 2022/23          |             |             |

1 Sommer ·
2 Lichtsteiner  ·
3 Moubandje ·
4 Elvedi ·
5 Akanji ·
6 Lang ·
7 Embolo ·
8 Freuler ·
9 Seferović ·
10 Xhaka ·
11 Behrami ·
12 Mvogo ·
13 Rodríguez ·
14 Zuber ·
15 Džemaili ·
16 Fernandes ·
17 Zakaria ·
18 Gavranović ·
19 Drmić ·
20 Djourou ·
21 Bürki ·
22 Schär ·
23 Shaqiri ·
Coach: Petković
1 Sommer ·
2 Mbabu ·
3 Widmer ·
4 Elvedi ·
5 Akanji ·
6 Zakaria ·
7 Embolo ·
8 Freuler ·
9 Seferović ·
10 Xhaka  ·
11 Vargas ·
12 Mvogo ·
13 Rodríguez ·
14 Zuber ·
15 Sow ·
16 Fassnacht ·
17 Benito ·
18 Mehmedi ·
19 Gavranović ·
20 Fernandes ·
21 Omlin ·
21 Kobel ·
22 Schär ·
23 Shaqiri ·
24 Omeragić ·
25 Cömert ·
26 Lotomba ·
Coach: Petković
1 Sommer ·
2 Stergiou ·
3 Widmer ·
4 Elvedi ·
5 Akanji ·
6 Zakaria ·
7 Embolo ·
8 Freuler ·
9 Okafor ·
10 Xhaka  ·
11 Steffen ·
12 Mvogo ·
13 Rodríguez ·
14 Zuber ·
15 Zesiger ·
16 Sierro ·
17 Vargas ·
18 Duah ·
19 Ndoye ·
20 Aebischer ·
21 Kobel ·
22 Schär ·
23 Shaqiri ·
24 Jashari ·
25 Amdouni ·
26 Rieder ·
Coach: Yakin